# Santa Monica
Pour les articles homonymes, voir Santa Monica (homonymie).
Santa Monica (en espagnol : Santa Mónica) est une ville côtière américaine située dans l'Ouest du comté de Los Angeles, dans l'État de Californie. Le territoire de Santa Monica est enclavé entre la ville de Los Angeles et l'océan Pacifique. Elle constitue une des extrémités de l'historique Route 66. Lors du recensement des États-Unis de 2010, elle compte 89 736 habitants.

## Histoire
Les Amérindiens tongvas habitèrent longtemps la région. Les Espagnols menés par Gaspar de Portolà découvrirent la zone le 3 août 1769 et campèrent près de l'emplacement actuel du Wilshire Boulevard.
La ville tient son nom de sainte Monique d'Hippone, mère d'Augustin et patronne des femmes et des victimes tourmentées.

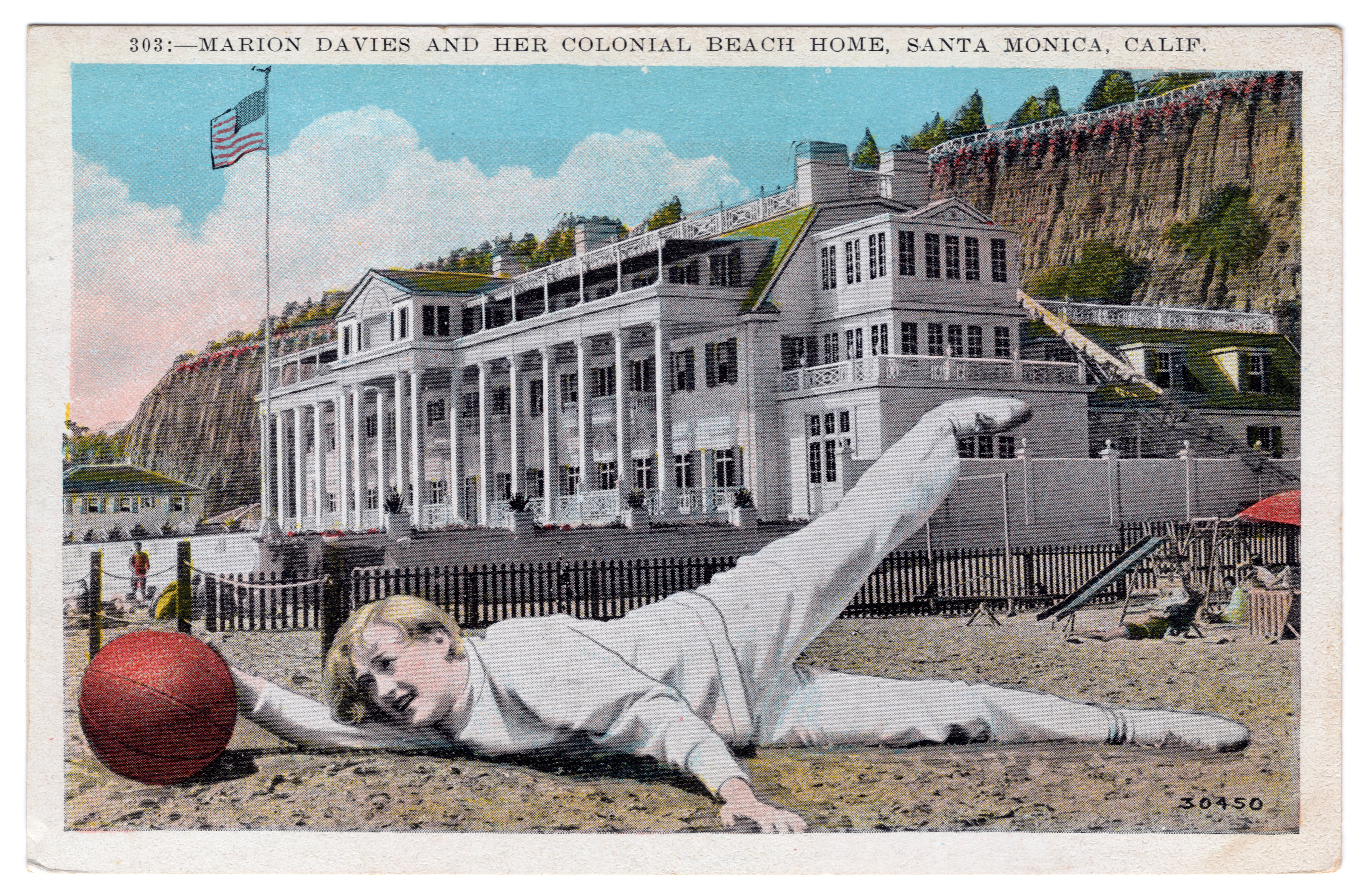
L'actrice Marion Davies sur la plage de Santa Monica dans les années 1930.

Grâce à son agréable climat, c'est un lieu de détente apprécié depuis le début du XXe siècle où se rendent de nombreux touristes. La revitalisation de son centre-ville dans les années 1980 a relancé la croissance de Santa Monica dans les domaines de l'emploi et du tourisme. La ville est dotée d'un pier (jetée sur pilotis surplombant la plage et l'océan) dont les montagnes russes, restaurants et nombreux magasins attirent la foule.
Dans les années 1970, la ville a été surnommée « République populaire de Santa Monica » ; une autoroute a été ouverte en 1966.

## Géographie
Le territoire de la ville couvre une superficie de 21,80 km2 et longe sur son côté ouest la baie de Santa Monica avec des plages de sable fin sur une distance de 4,5 km.
Los Angeles encercle la ville : 
- au sud, avec le quartier de Venice ;
- à l'est, avec les quartiers de West Los Angeles et Mar Vista ;
- au nord, avec les quartiers de Pacific Palisades et Brentwood.

## Climat
Le climat de Santa Monica est méditerranéen semi-aride (BSh) selon la classification de Köppen. Les étés sont chauds et secs tandis que les hivers sont plus frais et humides.[réf. nécessaire]

## Politique
| Période                                  | Période          | Identité                | Étiquette  | Qualité |
| ---------------------------------------- | ---------------- | ----------------------- | ---------- | ------- |
| Les données manquantes sont à compléter. |                  |                         |            |         |
| 1890                                     | 1897             | Juan José Carrillo (en) |            |         |
| Les données manquantes sont à compléter. |                  |                         |            |         |
| 1975                                     | 1977             | Nat Trives (en)         |            |         |
| Les données manquantes sont à compléter. |                  |                         |            |         |
| 1996                                     | 1997             | Pam O'Connor (en)       |            |         |
| 1997                                     | 1998             | Robert Holbrook         |            |         |
| décembre 1998                            | décembre 1999    | Pam O'Connor (en)       |            |         |
| décembre 1999                            | décembre 2000    | Ken Genser (en)         |            |         |
| décembre 2000                            | novembre 2002    | Mike Feinstein (en)     | Parti vert |         |
| novembre 2002                            | décembre 2004    | Richard Bloom           |            |         |
| décembre 2004                            | décembre 2005    | Pam O'Connor (en)       |            |         |
| décembre 2005                            | décembre 2006    | Robert Holbrook         |            |         |
| décembre 2006                            | décembre 2007    | Richard Bloom           |            |         |
| décembre 2007                            | décembre 2008    | Herb Katz               |            |         |
| décembre 2008                            | 9 janvier 2010   | Ken Genser (en)         |            |         |
| 25 mai 2010                              | 7 décembre 2010  | Robert Shriver          | Démocrate  |         |
| Les données manquantes sont à compléter. |                  |                         |            |         |
| 10 décembre 2015                         | 14 décembre 2016 | Tony Vazquez            |            |         |
| 14 décembre 2016                         | En cours         | Ted Winterer            |            |         |

## Démographie
| Groupe            | Santa Monica | Californie | États-Unis |
| ----------------- | ------------ | ---------- | ---------- |
| Blancs            | 77,6         | 57,6       | 72,4       |
| Asiatiques        | 9,0          | 13,1       | 4,8        |
| Autres            | 4,5          | 17,0       | 6,2        |
| Métis             | 4,4          | 4,9        | 2,9        |
| Afro-Américains   | 3,9          | 6,2        | 12,6       |
| Amérindiens       | 0,4          | 1,0        | 0,9        |
| Océaniens         | 0,1          | 0,4        | 0,2        |
| Total             | 100          | 100        | 100        |
|                   |              |            |            |
| Latino-Américains | 13,1         | 37,6       | 16,7       |

En 2010, la population latino-américaine est majoritairement composée de Mexicano-Américains, qui représentent 8,6 % de la population totale de la ville.
Selon l'American Community Survey, pour la période 2011-2015, 71,14 % de la population âgée de plus de 5 ans déclare parler anglais à la maison, alors que 11,44 % déclare parler l'espagnol, 2,02 % une langue chinoise, 1,96 % le perse, 1,70 % le français, 1,37 % le russe, 1,20 % le japonais, 1,07 % le coréen, 0,83 % l'allemand, 0,62 % le tagalog, 0,50 % l'arabe, 0,47 % le portugais, 0,46 % l'hébreu, 0,41 % l'arménien et 4,81 % une autre langue.
| 1880 | 1890  | 1900  | 1910  | 1920   | 1930   |
| ---- | ----- | ----- | ----- | ------ | ------ |
| 417  | 1 580 | 3 057 | 7 847 | 15 252 | 37 146 |

| 1940   | 1950   | 1960   | 1970   | 1980   | 1990   |
| ------ | ------ | ------ | ------ | ------ | ------ |
| 53 500 | 71 595 | 83 249 | 88 289 | 88 314 | 86 905 |

| 2000   | 2010   | 2020   | - | - | - |
| ------ | ------ | ------ | - | - | - |
| 84 084 | 89 736 | 93 076 | - | - | - |

## Jumelages
Kizugawa (Japon) depuis 1999
 Mazatlán (Mexique) depuis 1961
 Hamm (Allemagne) depuis 1969
 Fujinomiya (Japon) depuis 1975
 Brighton and Hove (Royaume-Uni)

## Voies de communication et transports

### Transport aérien
Bien que située à proximité de l'aéroport international de Los Angeles, Santa Monica possède également son propre aéroport municipal. L'aéroport de Santa Monica est situé au centre de la ville. Toutefois, en 2028, ce dernier devrait fermer afin d'être transformé en parc notamment,.

### Transports en commun
Santa Monica est desservie par plusieurs stations de la ligne E du métro de Los Angeles. Cette ligne permet de rejoindre le centre-ville de Los Angeles.

## Référence dans la culture populaire
Le chanteur de variétés Alain Turban rend hommage à la ville en 1979, à travers son plus grand succès Santa Monica.
On trouve aussi à Santa Monica le siège social de Naughty Dog et de Santa Monica Studio, des sociétés de développement de jeux vidéo.

## Galerie

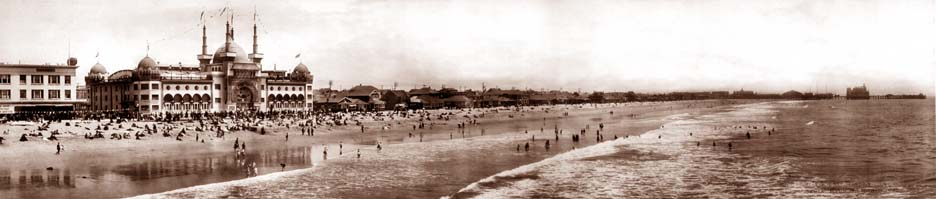
La plage de Santa Monica en 1908.
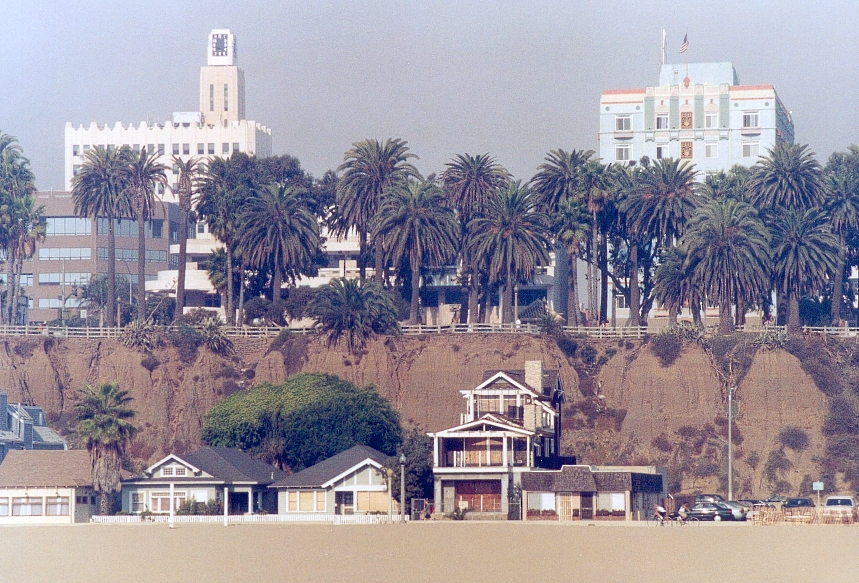
Santa Monica, bord de plage.
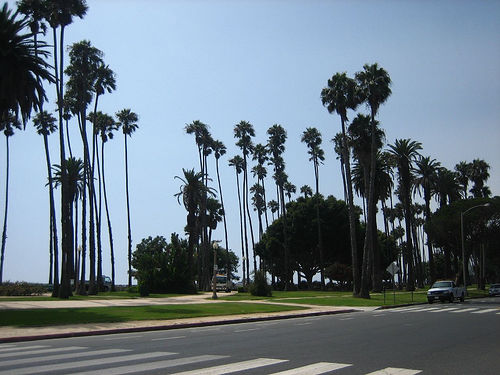
Palmiers à Santa Monica.
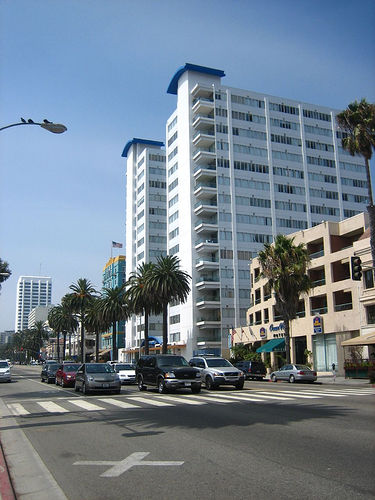
Le downtown de Santa Monica.
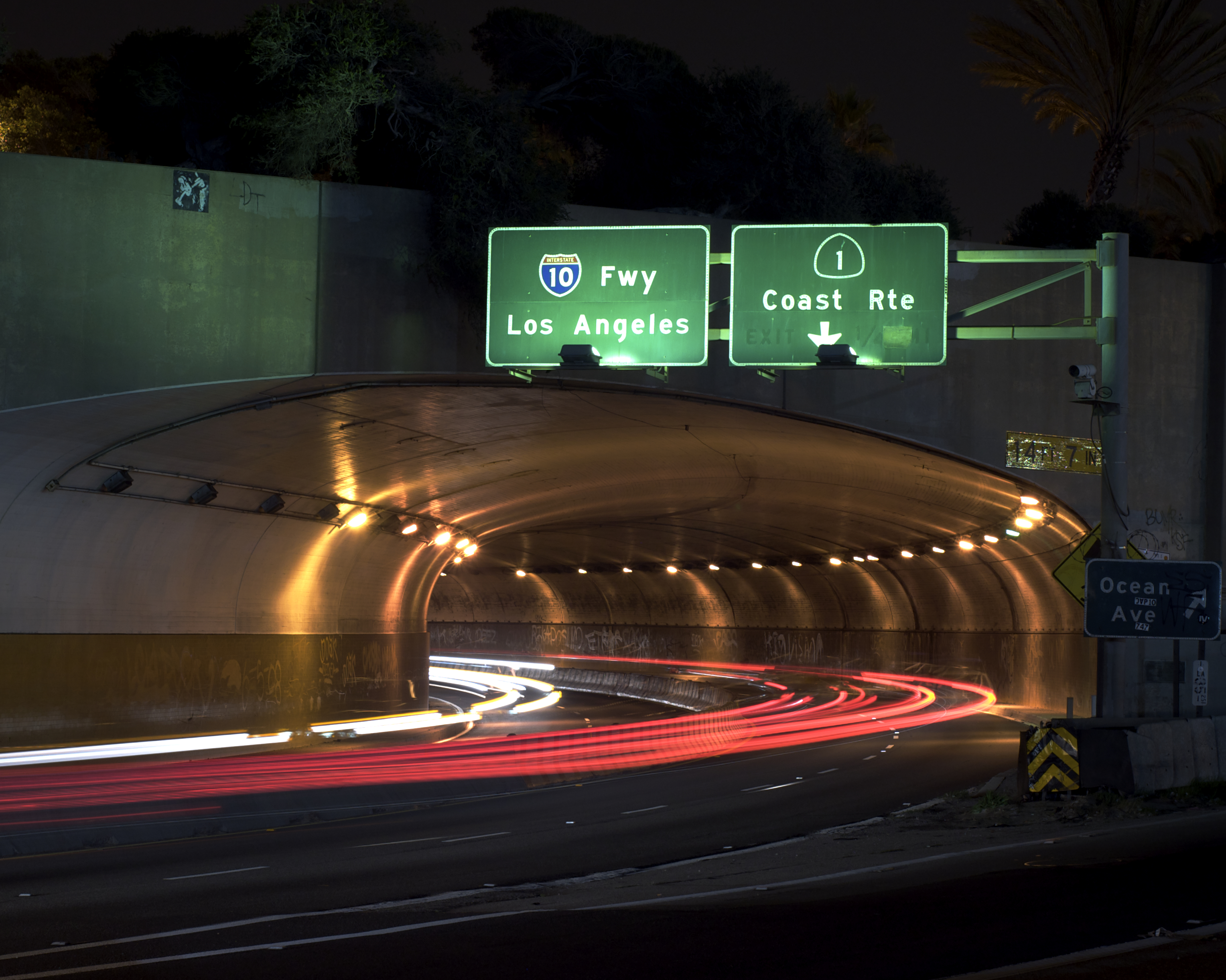
Le tunnel McClure (entrée Ouest).
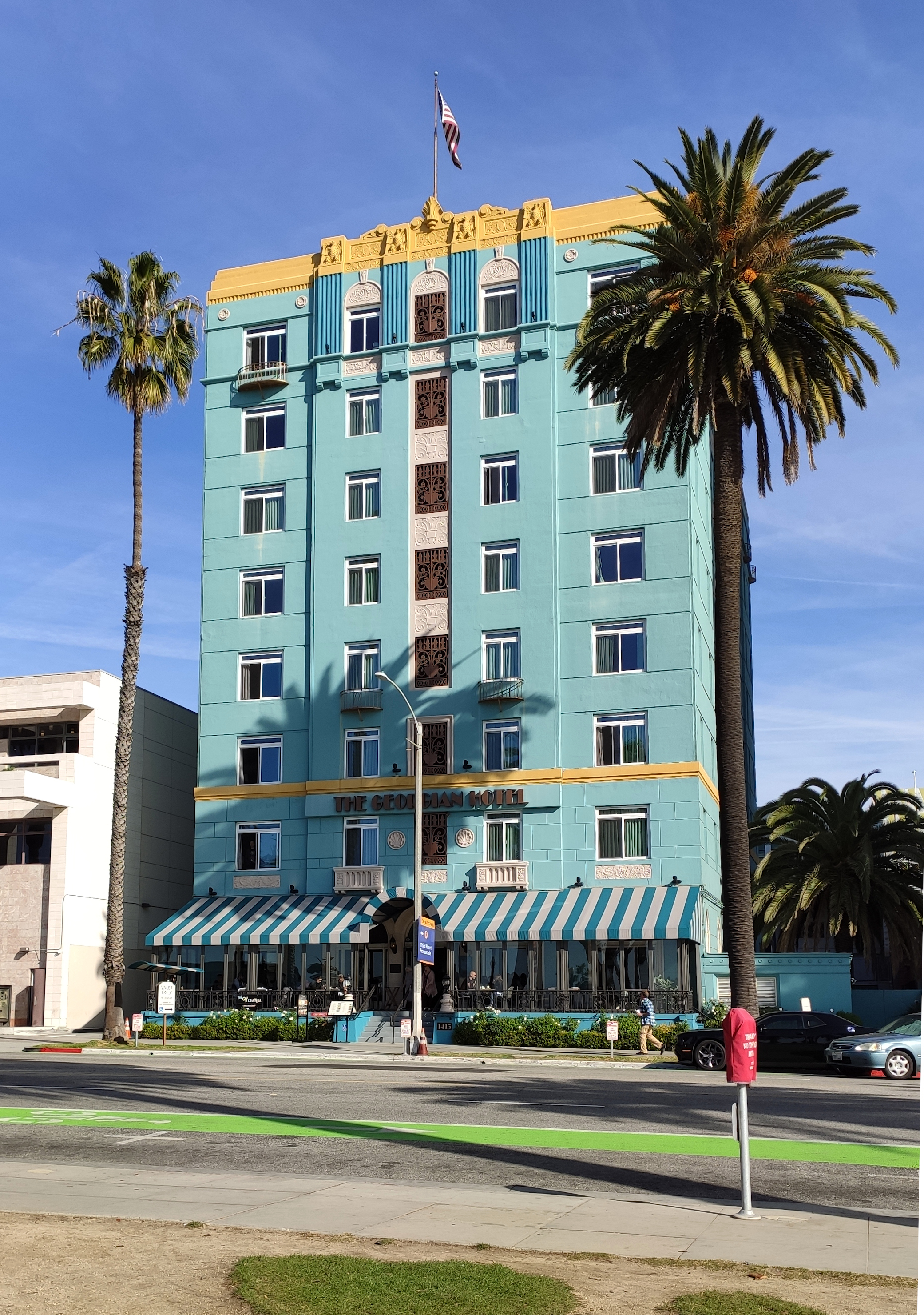
The Georgian Hotel.